# قانون اساسی مقدونیه شمالی
قانون اساسی جمهوری مقدونیه (انگلیسی: Constitution of the Republic of Macedonia) عالی‌ترین قانون کشور مقدونیه شمالی است. در این قانون اساس نظام حکومتی و حقوق اساسی انسانی ذکر شده است. در سال ۲۰۰۱ مقدونیه قانون اساسی جدیدی را تصویب نمود که بر اساس آن ۱۵ حق اساسی جدید و حفظ حقوق اقلیت آلبانیایی تبار تضمین شده است.